# Deh Fīrūzvand-e Vosţá
Deh Fīrūzvand-e Vosţá (persiska: دِه فُروزوَندِ وُستَى, دِه فيروزِه وَند, دِهفيروزوَند, Deh Forūzvand-e Vostá, ده فیروزوند وسطی) är en ort i Iran.   Den ligger i provinsen Lorestan, i den nordvästra delen av landet, 400 km sydväst om huvudstaden Teheran. Deh Fīrūzvand-e Vosţá ligger 1 882 meter över havet och antalet invånare är 434.
Terrängen runt Deh Fīrūzvand-e Vosţá är varierad. Runt Deh Fīrūzvand-e Vosţá är det ganska tätbefolkat, med 56 invånare per kvadratkilometer. Närmaste större samhälle är Nūrābād, 7,4 km sydväst om Deh Fīrūzvand-e Vosţá. Trakten runt Deh Fīrūzvand-e Vosţá består till största delen av jordbruksmark.